# Quarlespolder
De Quarlespolder werd in 1949 bedijkt.
De buitengronden van het Sloe werden in 1871 door de heren van 's-Heer Arendskerke verkocht aan de Nederlandse staat. In 1871 werd het Sloe afgedamd in verband met de aanleg van de spoorlijn Vlissingen-Roosendaal (de Zeeuwse lijn). Aanvankelijk liet men de aanwas ten zuiden van de Sloedam over aan de natuur, maar na 1924 werd Engels slijkgras geplant waardoor de omstandigheden voor aanslibbing werden verbeterd mede door de afdamming van doodlopende kreken en de aanleg van slikvangers. Er ontstond een uitgebreid schorrengebied.
Het eerste bedijkingsplan werd gemaakt in 1942, maar de oorlogsomstandigheden maakte de uitvoering onmogelijk. Pas op 7 april 1949 begon Rijkswaterstaat met de bedijking en op 18 augustus werd de dijk gedicht. De oppervlakte binnen de dijken was van zo’n 481 hectare. De polder werd naar de in 1948 afgetreden Commissaris der Koningin Johan Willem Quarles van Ufford vernoemd.
Het water van de Jacob- en Zuid-Kraaijertpolder werd via een uitwateringssluis in de zuidelijke dijk van de Quarlespolder op het Zuidsloe geloosd. De uitwateringssluis werd gelijk gebouwd met de dam en kwam op 15 juni 1950 gereed. De aannemer was NV C.J. v.d. Hoeven uit Den Haag en de sluis kostte 1,7 miljoen gulden exclusief de materialen, die door Rijkswaterstaat werden geleverd.
In augustus 1950 werd het eerste koolzaad gezaaid, een gewas wat vaker als eerste werd ingezet in een nieuwe polder. Van de polder was zo'n 420 hectare bouwland en de overige zestig hectare water, met de Sloekreek als grootste wateroppervlak.
Bij het Koninklijk Besluit van 30 maart 1953 werd de polder opgericht. De Nederlandse staat was de enige eigenaar. In januari 1954 viel het besluit de polder bij de gemeente 's-Heer Arendskerke te voegen.
Per 1 januari 1959 werd de polder opgenomen in het nieuw gevormde waterschap de Brede Watering van Zuid-Beveland. Vanaf 1 januari 2011 valt de polder onder het waterschap Scheldestromen.
In 1967 zag een plan het licht om door de polder een kanaal te graven. Via het Sloekanaal zou de Sloehaven een rechtstreekse binnenvaartverbinding krijgen met het Veerse Meer en verder naar de Rijn en de haven van Rotterdam. De nieuwe verbinding zou een bootreis via het Kanaal door Walcheren overbodig maken en ook grotere schepen aankunnen. Dit plan is niet uitgevoerd.